# Cantó de Châteauroux-Oest
El cantó de Châteauroux-Oest és un cantó francès del departament de l'Indre, situat al districte de Châteauroux. Té 3 municipis i part del de Châteauroux.

## Municipis
- Châteauroux (part)
- Niherne
- Saint-Maur
- Villers-les-Ormes

## Història
| Data d'elecció                           | Identitat        | Partit        | Qualitat |
| ---------------------------------------- | ---------------- | ------------- | -------- |
| 1973-1979                                | Jeanne Dacquin   | Divers droite |          |
| 1979-1985                                | Jacques Boisard  | PS            |          |
| 1985-1998                                | Daniel Bernardet | UDF           |          |
| 1998-                                    | Michel Durandeau | PS            |          |
| les dades anteriors no són pas conegudes |                  |               |          |
|                                          |                  |               |          |